# Herbert Elias
Herbert Elias (* 30. April 1885 in Wien; † 29. Juli 1975 in New York City)  war ein österreichischer Internist und Pädiater.

## Leben
Elias des promovierten Juristen Salomon Elias und seine Ehefrau Helene. Er studierte in Wien und Straßburg und wurde 1909 an der Universität Wien promoviert. Elias habilitierte sich 1919 in Wien und war Privatdozent und ab 1929 außerordentlicher Professor für Innere Medizin an der Universität Wien. Als Jude wurde er von den Nationalsozialisten am 22. April 1938 amtsenthoben (Venia legendi widerrufen). Er emigrierte mit seinen Kindern Hanna (später verheiratete Kapit) und Kurt, die damals in Wien studierten, in die USA.
Neben verschiedenen Gebieten der inneren Medizin publizierte er über Anatomie, pathologische Anatomie und Physiologie.
Er war Mitarbeiter am Handbuch der inneren Medizin, zweite und dritte Auflage, Band 1.
Er war in erster Ehe mit Ilse Elias verheiratet, in zweiter Ehe mit der promovierten Ärztin Ada Elias.

## Schriften
- Glykosurien, renaler Diabetes und Diabetes mellitus, Springer 1928
- mit Adolf Feller: Stauungstypen bei Kreislaufstörungen, Springer 1926